# انتخابات ریاست جمهوری رومانی (۲۰۲۵)
انتخابات ریاست جمهوری رومانی ۲۰۲۵ در ۴ مه ۲۰۲۵ برگزار شد و دور دوم آن هم در ۱۸ مه ۲۰۲۵ برگزار شد، نیکوشور دان و جورج سیمیون دو نامزدی بودند که به دور دوم راه یافتند. نیکوشور دان در انتخابات پیروز شده و به عنوان هفتمین رئیس‌جمهور رومانی انتخاب شد.
این انتخابات پس از ابطال انتخابات ریاست‌جمهوری رومانی (۲۰۲۴) به دلیل ادعای دخالت روسیه به نفع کالین جورجسکو، برنده دور اول، در ژانویه ۲۰۲۵ برنامه‌ریزی شد. این کمپین با بی‌ثباتی سیاسی و مجموعه‌ای از اعتراضات علیه ابطال انتخابات همراه بود. در ۷ مارس، جورجسکو به دلیل چندین تحقیقات جنایی از شرکت در انتخابات منع شد و جورج سیمیون، رهبر حزب ائتلاف اتحاد رومانی، نامزدی خود را به جای جورجسکو اعلام کرد.
سیمیون که در دور اول ۴۰٫۹۶٪ آرا را به دست آورده بود، در دور دوم که در ۱۸ مه ۲۰۲۵ برگزار شد، با دن که ۲۰٫۹۹٪ آرا را به دست آورد، روبرو شد.
در ۲۰ مه، سیمیون علیرغم اینکه انتخابات را پذیرفته و پیروزی دن را تبریک گفته بود، اظهار داشت که رسماً به دادگاه قانون اساسی رومانی به دلیل تقلب گسترده رأی‌دهندگان، اعتراض کرده است. این تلاش در نهایت بی‌نتیجه ماند، زیرا درخواست سیمیون برای ابطال انتخابات توسط دادگاه رد شد و حکم دان تأیید گردید.